# Catching the Sun
Catching the Sun è il terzo album in studio del gruppo musicale statunitense Spyro Gyra, pubblicato nel febbraio 1980.
Il disco è stato classificato al primo posto dalla rivista settimanale statunitense Billboard per la categoria Jazz Albums. È stato certificato disco d'oro in data 06/05/1985 dall'Associazione americana dei produttori discografici (RIAA).

## Tracce
1. Catching the Sun (Jay Beckenstein) – 4:42
2. Cockatoo – 4:04
3. Autumn of our Love (Jeremy Wall) – 5:09
4. Laser Material (Tom Schuman) – 4:59
5. Percolator (Jay Beckenstein) – 2:28
6. Philly (Jim Kurzdorfer) – 4:18
7. Lovin' You (Chet Catallo) – 4:41
8. Here again (Jay Beckenstein) – 4:56
9. Safari (Jeremy Wall) – 4:52

## Formazione
- Jay Beckenstein – sassofoni e percussioni
- Tom Schuman – pianoforte e tastiere
- Jeremy Wall – tastiere e percussioni (tracce 1,2,3,7,8 e 9)
- Steve Nathan – clavinet (traccia 4)
- Eli Konikoff – batteria
- Chet Catallo – chitarra (tracce 1,2,3,4,5,6,7 e 8)
- John Tropea – chitarre (tracce 1,3,4 e 8)
- Hiram Bullock – chitarre (tracce 1,5, e 9)
- Jim Kurzdorfer – basso (tracce 1,3,6, e 8)
- Will Lee – basso (tracce 2,4,5,7 e 9)
- Gerardo Velez – bongos e percussioni (tracce 1,2,4,5,8 e 9)
- Dave Samuels – marimba, steel drum e vibrafono (tracce 1,4,5,8 e 9)
- Rubens Bassini – congas e percussioni (tracce 1,3,5,6,7,8 e 9)
- Richard Calandra – percussioni e tambourine (tracce 2 e 4)
- Randy Brecker – tromba assolo (tracce 1,2 e 4)
- Barry Rogers – trombone (tracce 6 e 9)

### Altri musicisti
Sezione fiati
- Arrangiata da Jeremy Wall e Jay Beckenstein
- Jay Beckenstein – sassofono contralto
- Bob Malach – sassofono tenore
- Randy Brecker – tromba e flugelhorn
- Tom Malone – trombone

Sezione archi
- Arrangiata e condotta da Jeremy Wall
- Harry Lookofsky – primo violino
- Peter Dimitriades – violino
- Lewis Eley – violino
- Harold Kohon – violino
- Charles Libove – violino
- David Nadien – violino
- Matthew Raimondi – violino
- Richard Sortomme – violino
- Jesse Levy – violoncello
- Chares McCracken – violoncello
- Alan Schulman – violoncello